# Madonna dei Fusi

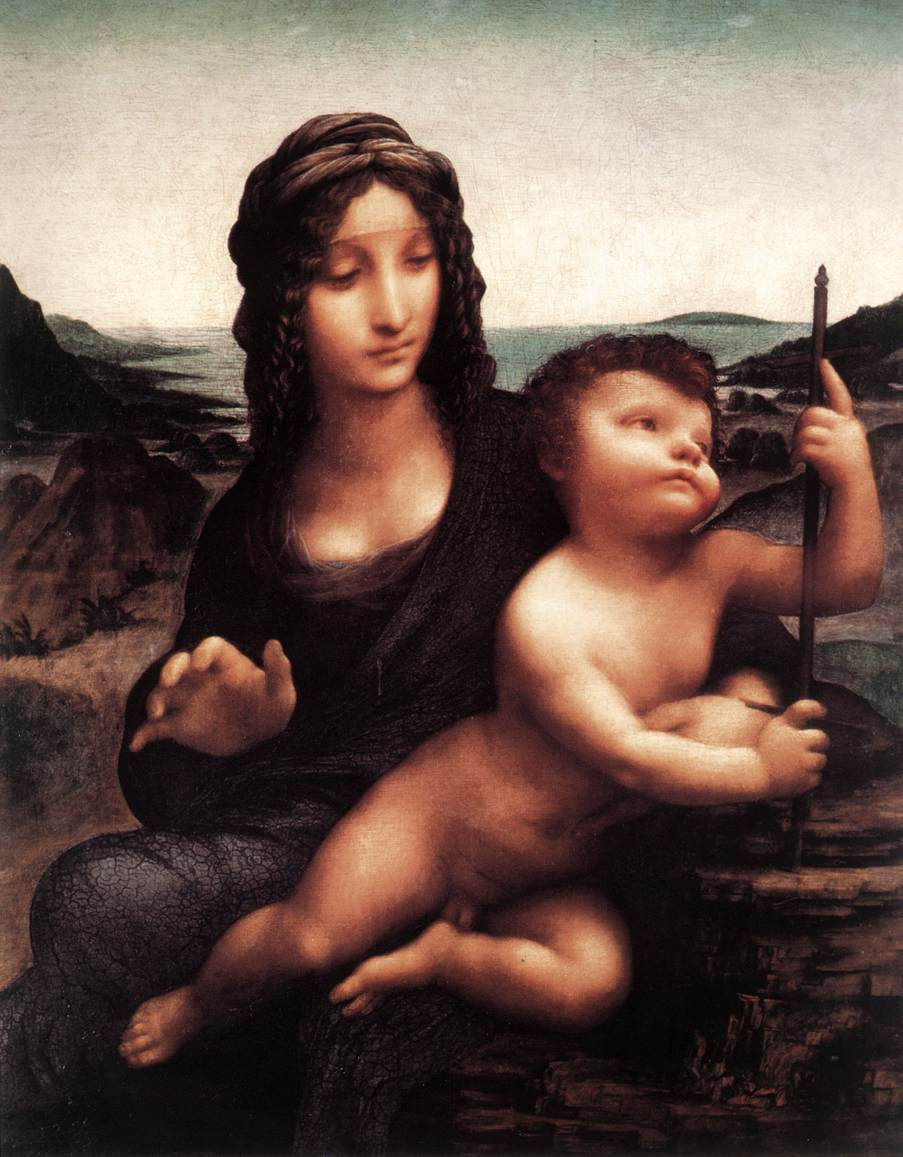
La Madonna dei Fusi, a Edimburgo

La Madonna dei Fusi (o dell'Aspo) è un dipinto a olio su tavola trasferito su tela e incollato su tavola (50,2x36,4 cm) attribuito a Leonardo da Vinci e aiuti, databile al 1501 e conservato in una collezione privata a New York.

## Storia
Isabella d'Este si interessò sempre molto a Leonardo da Vinci, prima e dopo il suo breve soggiorno a Mantova nel 1499-1500. Cercando di ottenere i suoi servigi per il suo studiolo e per un ritratto, aveva inviato un suo agente, il carmelitano Pietro da Novellara, a informarsi su quello che l'artista faceva.
Proprio in una lettera del frate inviata ad Isabella e datata 14 aprile 1501, si comunicava che Leonardo, carico di impegni a Firenze, stava eseguendo un "quadrettino" per il segretario del re di Francia Florimond Robertet, che raffigurava la Vergine nell'atto di "inaspare i fusi" e il Bambino mentre afferra l'aspo come se fosse una croce.
Si tratta sicuramente della Madonna dei Fusi, della quale esistono molte versioni, nessuna pienamente autografa. Le più vicine alla mano leonardesca sono ritenute quella in una collezione privata a New York e quella (48,3x36,9 cm) nella collezione del duca di Buccleuch, nel Drumlaring Castle presso Edimburgo, in prestito alla National Gallery of Scotland (trafugata nel 2003 e ritrovata nel 2007), in entrambi i dipinti non è da escludersi qualche intervento diretto di Leonardo, la cui entità è tuttora in corso di approfondimento fra gli studiosi di riferimento. Entrambe le opere corrispondono a questa descrizione, sebbene divergano in un dettaglio: il piede del bambino si trovava in un cestino con i fusi. Sono note inoltre altre versioni esposte in musei, tutte provenienti dalla bottega di Leonardo da Vinci, la cui attribuzione a singoli allievi e collaboratori del maestro non è ancora pienamente definita. Fra di esse ricordiamo quella della National Gallery of Scotland di Edimburgo, quella del Musées des Beaux -Arts di Digione, quella del museo di Palazzo Costa a Piacenza, quella del Worcester Art Museum e quella del Louvre a Parigi (quest'ultima però realizzata da un tardo imitatore).

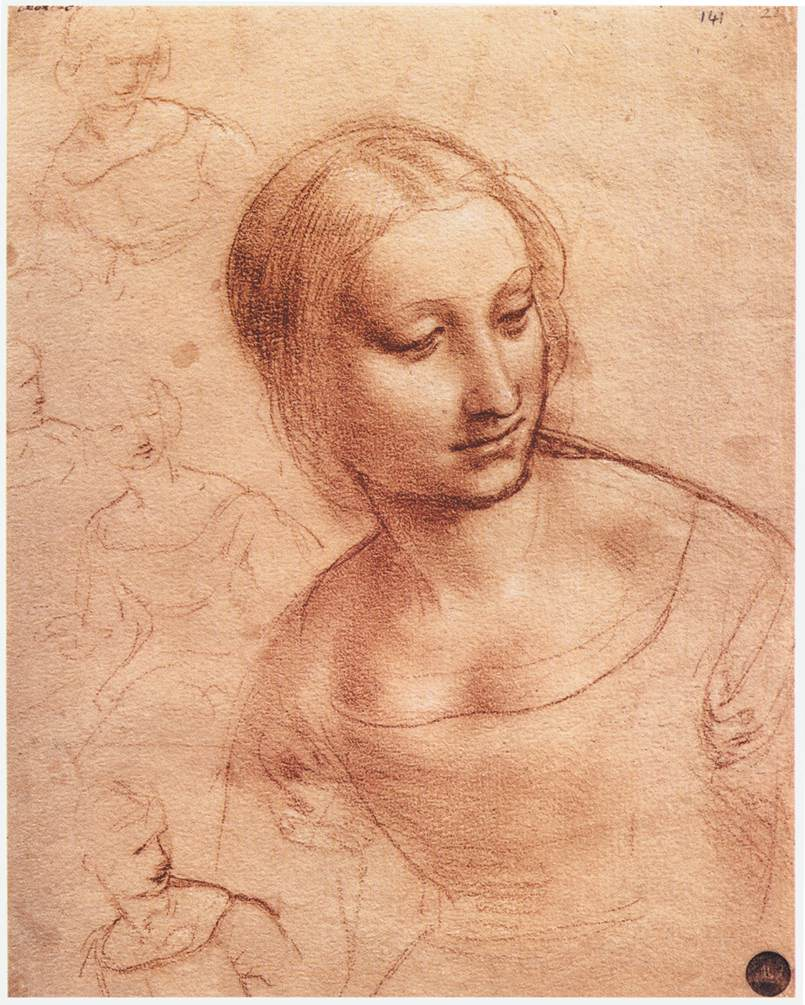
Leonardo, Studio per la Madonna dei Fusi, Gallerie dell'Accademia (Venezia)

## Descrizione e stile
Il dipinto mostra la Madonna seduta su una roccia in una sciolta posizione con le gambe verso sinistra, il busto frontale e la testa voltata verso destra, dove si trova il Bambino che, pure semisdraiato lungo la diagonale, gioca sorridente con un aspo (un bastone con due assicelle perpendicolari alle estremità per avvolgervi le matasse di lana filata), tenendolo e fissandolo con intensità come se fosse una croce. Nonostante il tema che prefigura la Passione, Leonardo, rinnovando la tradizione iconografica, inserì nel soggetto una certa serenità, che sottintende la piena accettazione di Gesù del suo futuro sacrificio. Inediti sono i rapporti espressivi tra madre e figlio, con un gesto a metà tra la sorpresa e la protettività rappresentato dalla mano di Maria che, come in altri celebri capolavori vinciani, è proiettata in avanti con un ardito scorcio, quasi come a uscire dal dipinto. Il volume dei protagonisti (il "modellato") e reso grazie ai delicati trapassi di luci e ombre, tipici del morbido stile "sfumato" di Leonardo.
Straordinaria è poi la fusione atmosferica tra le figure in primo piano e l'amplissimo paesaggio sullo sfondo, in cui si intravedono un fiume e una serie di picchi rocciosi in sequenza, da alcuni identificati con i Calanchi del Basso Valdarno, vicino alla zona di origine del pittore.
Nella versione in collezione privata a New York, lo sfondo assomiglia alla valle dell'Adda, da Lecco a Vaprio.